# 真珠病
真珠病（しんじゅびょう、英:pearl disease）とはウシの結核において肋膜、胸膜などに形成される真珠様光沢をもつ硬い結節が多数存在する状態。結節中心部は乾酪化あるいは石灰化している。